# Sepia reesi
Sepia reesi är en bläckfiskart som beskrevs av Adam 1979. Sepia reesi ingår i släktet Sepia och familjen Sepiidae. IUCN kategoriserar arten globalt som otillräckligt studerad. Inga underarter finns listade i Catalogue of Life.